# Epictia tricolor
Epictia tricolor — вид змій родини струнких сліпунів (Leptotyphlopidae). Ендемік Перу.

## Поширення і екологія
Epictia tricolor мешкають на західних і східних схилах високогір'їв Перуанських Анд, від Кахамарки до Анкаша. Вони живуть на високогірних луках, на висоті від 2000 до 3300 м над рівнем моря. Ведуть риючий спосіб життя. Живляться термітами і личинками комах.